# 人名訓
人名訓（じんめいくん）は、日本人の人名に用いられる漢字のうち、人名用に宛てられた常用漢字や人名用漢字の特殊な訓読を指す。名乗り訓（なのりくん）ともいう。多くの漢字辞典では音読、訓読とは別で読みを記載している場合があり、また人名専用の漢字辞典も存在するが、読みに際して厳密な法規制はないため（あまりにも本来の意味から逸れたり、甚だしく人名に適さなかったりすると、役所職員らの判断で許可を出さないことがある）、その多くは字意を反映したものとなっているものの、半ば慣習的な宛字となっている。
ゆえに日本人の人名は時に難解な読みとなり、「振り仮名」がないと正しく姓名が呼ばれなかったり、個人認証で支障が出たりすることがある。そのため、一部の機関などでは漢字を用いず、あるいは漢字と併用して振り仮名やローマ字を使わせることが多い。
また、この人名訓が苗字や地名に用いられる例も多く見られる。

## 人名訓の一例
以下では常用漢字、及び人名用漢字において一般的に知られる人名訓について、字意の解説と類例を挙げる。一般的な訓読については言及していない（まこと→誠など）。

### あ行
あかり・あかる
- 例（明・灯・照など）

あがり・あがる・あぐ・あぐる
- 例（上・掲・揚など）

あき・あきら
「明るいもの」「かがやくもの」という意味を持つ字が宛てられ、字義・字訓にならい「あきらか」とするものもある。また、「菊」などの様に比喩的な存在・形容の字に対しても宛てられていることがある。
なお、「秋」の様に人名訓のリストに「あきら」とありながら、字義的では全く無関係であることから人名に用いた事例が現状ではほぼ皆無という状況にあるものも存在する。
- 例（明・昭・彰・晶・章・輝・菊・暁・晃など）

また、これとは別に「朗」は字訓「ほがらか」（「あきらか」の転用）から固有の人名訓「ほがら」が公式なものとして宛てられている。
あつ・あたる・あて（つ）る
物事にあたる（あてる）という意味の字が宛てられる。
- 例（当・充・中など）

あつ・あつし（精神面）
（真心が）あつい、誠実だという意味の字が宛てられる。
- 例（淳・敦・篤・厚など）

あつ・あつし（温度面）
（温度が）あつい、もしくは熱気を持つという意味合いを持つ字が宛てられる。
- 例（熱・暑・暖など）

あつ・あつむ
物事を集める、もしくは集まるという意味の字が宛てられる。
- 例（温・集・専・伍・撰など）

あや
紋様や鮮やかさに関する意味の字が宛てられる。また、“言葉の「あや」”という意味でも「文」が人名訓における宛て字として使用される場合がある。
- 例（文・彩・綾・鮮・紋・彰・礼・章など）

あら・あらた・あたら
主に「新しい」「改める」の字義・字訓の字に宛てているものに大別される。「荒」は字訓「荒い」から、「嵐」は固有の字訓（国訓）「あらし」から。
- 例（新・鮮・改・悔・など）

あわい・あわし
「濃淡が薄い」ことから由来したものとしている。なお、「淡」は我が国に元からあった旧令制国もしくはその由来とする兵庫県の島からの類推・転用で「あわじ」を人名訓にする場合がある。
- 例（淡など）

いさ
主に「いさお」「いさみ」「いさむ」からの仮借・転用として用いるものに宛てられる。また、「沙」「砂」は固有の字義「いさご」から由来。
- 例（勲・功・勇・績・沙）

いずみ・いづみ
水の出る場所が本来の意味。但し、日本的類推で「和」が宛てられる。
- 例（泉・泌・和）

いずる
- 例（出・貫など）

いたる
（物事が）行き届く、行き着く、またはある時点・時間に到達する意味の字が宛てられる。
主に「至」に関する偏旁構成の漢字にはほぼすべて付けられる傾向にある。また、類義（もしくは同義）とする「およぶ」の字訓を持つ字に対しても宛てられるものがある。
また、意味合いでの関係上「ゆき」の人名訓に転用する場合もある（人名訓として正式に認められている字も多い）。
- 例（至・到・致・及・之・格など）

いるる
（物事に）いれる、はいるという意味の字が宛てられる。字訓から宛てる字が圧倒的に多い。
- 例（入・容など）

おき
起き上がるという意味の字が宛てられる。
- 例（興・起・意・隆など）

おさむ
（物事を）おさめる、または直す、正すという意味の字が宛てられている。
- 例（修・治・理・脩・統・師・総など）

### か行
かず
数や計算にかかわる字意の字が多く宛てられる。
- 例（和・一・円・順・員・計・収・量・数・運・師など）

かぞう・かず（ぞ）え
- 例（数・員・量・運・計・算など）

上記の派生例。専ら「かぞえる」という字訓・字義を持つ字に宛てる。また、字訓・字義「はかる」からの派生・類推で宛てる字もある。
かける
- 例（掛・翔・駆・走・架など）

かた・かたし
- 例（堅・固など）

かた・かたる
- 例（語・話など）

かつ
- 例（勝・克・且・包など）

かなえ
意味的な共通性は特に無い。但し、「かなみ」「かなう」「かのう」「もと」など、転用・派生例は多い。
- 例（鼎・和・叶・適・敵など）

かなめ
主に物事の中心という意味を持つ字について宛てている。
但し「鼎」（前述）の様に固有の字訓「かなえ」からの転用で宛てられたものもある。
- 例（枢・要・中・腎・鼎など）

人名訓「かなみ」の転用例も持つ。
かね
- 例（金・銀・鐘・鉄・兼・包・該・摂・鉱・矩など）

「兼ねる」「包む」という意味を持つ字については「かねる（かぬ）」という人名訓も持つ。
但し、括弧内の後者は旧式の人名訓であるため現在はあまり用いられない用例ではある。
きざし
主に物事のきっかけになること（もしくはそれ自体）を意味する字に宛てられる。
また、「兆」「占」のように「はじめ」（「紀」等の「いとぐち」も同様）への派生を成す字もある。
- 例（兆・占など）

きよ・きよし
「きよらか」という字意の字が宛てられる。
- 例（清・潔・聖・粛・斎・美など）

きよむ・きよみ
「きよらかにする」という字意の字（上記の動詞化したもの）が宛てられる。
- 例（清・潔・粛・斎・雪・澄など）

本来「きよらか」の字意を持つ「美」字は稀に「きよみ」の人名訓を宛てる場合あり。
くに
主に国家・領域に対して指すものと、「曲がる」からの派生例として宛てられたものとに大別する。
- 例（国・邦・乙・郁・那・訓・州など）

くみ
- 例（組・伍・与・汲など）

こころ
- 例（心・意・試・快など）

こと
- 例（琴・言・語・辞など）

言語の意味を持つ字については、単体もしくは漢字2字で「ことば（ことは）」「ことのは」とする例もある。
これ
本来は「これ（それ）～」「この（その）～」という助詞的な使い方をする字に対して宛てられている。
- 例（之・是・唯・惟・此など）

### さ行
さやか
「すこやか」「さわやか」という意味・字訓を持つ字が宛てられる。
- 例（爽・快・健・明など）

また、これとは別に「爽」に「さわ」「さや」という固有の人名訓が宛てられている。
さだ・さだむ
さだまっている、守るという意味の字が宛てられる。
- 例（定・貞・禎・正・理など）

さち
- 例（祥・幸・禎など）

さと・さとし
- 例（聡・智・敏・賢・聖・知・慧・恵・理・暁・里など）

さとる
- 例（悟・覚・諭・賢・理・訓・教・暁など）

しげ・しげる・しげし
生い茂る、または程度が甚だしいという意味の字が宛てられる。
- 例（茂・繁・滋・重・甚・樹・秀・成など）

しのぶ
- 例（忍・仁・偲など）

「忍」「耐」の様に「たえ」「とう」の人名訓を持つ字もある。
しめ
示す、占める、締めるという意味の字が宛てられる。
例（示・占・締など）
「しめす」は「あきら」「のぶ（べ）る」「のり」、「しめる」（占有の意味）は「たもつ」と、派生・類推例が分かれる。
すえ
主に「すえる」「あと（のち）」等の意味を持つ字に宛てられる。「季」の「すえ」は兄弟関係を指す四字熟語「伯仲叔季」に由来。
- 例（末・陶・季など）

すすむ（すすみ・すすめ）
主に進捗・進行・移動などの「すすむ」、勧誘・献上などの「すすめる」の2つに大別する。
- 例（進・晋・奨・道・享・年・勧など）

すけ・たすく（たすけ）
- 例（翼・輔・介・助・賛・祐など）

すみ（形容・動詞的表現）
すみきった、もしくは物事が終わった（物事を終わらせた）という意味の字が宛てられる。
- 例（澄・純など）

すみ（「かど」の意味）
- 例（角・門・稜など）

そら
天空・大気・空中・宇宙など、主に気象学や天文学（これらの比喩的表現に関するものも含む）に関する意味合いの字に宛てられている。このため、単体での用例が殆どである。
- 例（空・天・宙・昊など）

### た行
たか・たかし
尊い、恭しいという意味の字が宛てられる。
また、単に高低差などの関係で字訓・字義から人名訓に転用された字も多い。
- 例（孝・隆・敬・貴・尊・崇・尚・賢・聖・高・考・恭・天・堂・誉・尭など）

たくみ・たくむ
- 例（巧・匠・工など）

たけ・たけし
猛々しい、雄々しいという意味の字が宛てられる。
- 例（壮・剛・武・猛・毅・雄・孟など）

たける
上記の意味を動詞化したものに宛てられる。
- 例（猛・武・健など）

たたえ・たたう
ほめる、もしくは（液体・感情を）いっぱいに満たすという意味の字に宛てられる。大抵は同様の字訓を持つ字に宛てる。
- 例（湛・称・讃・賛・頌など）

「湛」の「たたう」は意味的にも固有に近い人名訓である。
ただ・ただし
まっすぐな、忠実なという意味の字が宛てられる。
- 例（忠・惟・正・匡・直・格など）

字義により「まさ（し）」「まこと」の人名訓を宛てることがある。
ただす
上記の意味を動詞化したものに宛てられる。
- 例（正・匡・直・質・糾・弾・格・忠など）

ちぎり（ちきり）
主に契約の意味を持つ字に宛てられる。
- 例（契・盟・巾など）

なお、「巾」の「ちきり」は固有（但し表外）である。
ちか・ちかし
主に距離的概念等（派生もしくは比喩表現も含む）の意味を持つ字、親近性としての意味を持つ字、契約・盟約といったいわゆる「誓（ちか）い」の意味・字訓を持つ字の3つに大別される。
- 例（近・哉・悠・親・誓・盟など）

つくり・つくる
製造・制作・作成等に関する字に幅広く宛てられる。
実際には人名訓としては派生形の「なり（なる）」を用いることのほうが多い。
つね
- 例（常・恒・経・典など）

極稀に人名訓として「つねし」とする字がある。
つむぎ
主に紡績に関する用法で用いる、いわゆる職業的な意味合いの強い固有の人名訓である。また、前者の「紬」（琴吹紬など）を除き、「つむぐ」という動詞的意味合いを持つ字にはこの形式で用いる場合がある。
- 例（紬・紡・績など）

つよ・つよし
強烈な、強靭な、強固な等のいわゆる「強い」という意味で宛てられる。
- 例（強・剛・毅・豪・健など）

類推・派生で「こわし」の人名訓を与える字がある（強・剛・毅など）。
つら
- 例（貫・列・陳・額など）

連なる（連ねる）という意味で宛てられるものは大抵の場合、「つらぬ（つらね）」の人名訓を宛てている。逆に「ひたい」など、頭部・顔面について指しているものはそのまま使用される。
てる
「あき」と同様にかがやくという意味の字が宛てられる。
- 例（輝・照・瑛・光・耀など）

極稀に光るという意味・字訓を持つ字に「てらす」という人名訓を宛てることがある。また、単に「ひかる」という人名訓が宛てられるものもある。
とお（とおし）
程度・場所が遠いこと、はるか遠いという意味の字が宛てられる。
- 例（遠・悠・遥・遼など）

とお（とおる）
「（経路・経歴などを）通る」「道をたどる」「透き通る」といった意味の字に広く宛てている。
- 例（通・徹・透・融・達・亨・暢・貫・明）

最後の「透き通る」の意味の字に「はれる（はる）」「あき（らか）」の人名訓を宛てることがある。
とき
年月（主に時期）の意味を持つものが宛てられる。また、「ほぐす」「ほぐれる」など形容的表現を持つものにも宛てられることがある。
- 例（季・秋・時・解など）

とし
“はやい”というニュアンスを持つものと、単に年月を宛てたものが見られる。
なお、年月に宛てたものに関しては、「ちとせ」の様に（人名訓の）読み方が変わる場合がある。
- 例（敏・俊・利・寿・稔・年・歳・稔・秋・季など）

とも
友人、仲間、伴侶という意味の字を宛てている。また、合わせる等の類義的字訓・字義を持つ字に対して宛てたものもある。
- 例（智・知・朋・伴・友・双・併・倫など）

ともし・ともす
点火（火をともす）という意味を持つ字に宛てている。
- 例（点・灯）

後者の「灯」は「あかり」「あかる」の人名訓も宛てられる。

### な行
なお
まっすぐな、あるいは「なお～ごとし」という意味の字を宛てている。
- 例（直・尚・治・猶・巨など）

前者の意味を持つ字で「なおき」「なおみ」「すなお」の人名訓も宛てるものもある。
なごみ・なごむ
- 例（和など）

ならう
主にまねる、あるいは学ぶといった字義・字訓を持つものにこの人名訓が宛てられる。
- 例（習・模・温・倣など）

なり・なる
- 例（成・就・哉・也・生など）

のどか
主になごみ、あるいは閑散・有閑という意味で宛てている。
- 例（和・温・閑など）

のぶ（のびる・のぶる・のべる・のぼる）
伸びゆく、あるいは述べる、広げる、広めるという意味の字を宛てている。
- 例（信・伸・延・暢・宣・展・陳・演・申・寅・敷・布など）

なお、このうち正式採用されている「劉」は固有の人名訓「みずち」を持つ字でもある。
のり
“決まりにしたがう”“伝える・告げる”“（物事に）乗る”“（物事が）みのる”といった、さまざまな意味合いを持つ字に幅広く宛てられている。
また、「のっとる」等の字訓・字義を持つものを中心に「のりと」「のりし」と仮借・転用することがある。
- 例（紀・徳・典・憲・範・法・教・規・記・録・伝・告・宣・乗・導・式・録・礼・緑・儀など）

### は行
はじめ・はじむ
物事を始める、もしくはその始まりという意味の字を宛てている。
- 例（創・始・一・朔・肇・元・春・哉など）

はつ
原則、物事の初めという意味の字を宛てる。このことから「はじめ」から仮借・転用した字訓・字義を持つことを前提としているため、該当している以下の2字が人名訓として正式採用されている。
- 例（初・肇など）

はやし
- 例（林・速・早・駿・敏・俊・疾など）

「はやき」「はやて（後述）」「はやと」「はやみ」「すみ」等の派生例がある。
はやて
早く吹く風（=疾風）の意味を熟字訓「はやて」で宛てている。現在、以下の字のみの固有の人名訓として用いられる。
- 例（颯・疾）

はる
晴れる、遠い（「はるか」の転用）、物事をおさめる（「おさむ」の転用）、という意味の字を宛てていることが多い。また、はり付ける（はり付く）の意味を持つ字を宛てているものもある。
ちなみに、「春」の字訓「はる」は季節の「はじめ」から由来したとする説がある。
- 例（晴・治・陽・映・悠・遥・遼・張・春など）

はるか
はるか遠いという意味から由来している。
- 例（遥・遼・悠・遠など）

ひさ・ひさし
久しい、年月という意味の字を宛てている。
- 例（久・尚・寿・悠など）

ひで・ひでし・ひいず（ひいで）・ひずる
- 例（秀・英・映・栄・傑・偉・禾など）

また、これとは別に「瑛」「静」も人名訓として「ひで」と読ませる例がある
ひとし
「等しい」「同じ」「整う（整える）」等の意味で広く宛てている。
- 例（等・均・一・同・整・斉・人など）

「人」「斉」などは類推で宛てられている。
また、「整う（整える）」という意味の字には場合によっては人名訓「おさむ」が宛てられることがある。
ひなた
本来は「日に当たる場所」の意味を持ち、基本的に類推で宛てている。
- 例（位・向など）

人名訓として国公認としている「位」のみである、以上の例の字はいずれも固有とされる。
ひろ・ひろし
色々な意味で広いというニュアンスの字を宛てている。
- 例（広・弘・宏・洋・博・寛・裕・浩・天・空など）

ひろむ
広げる（広がる）、広める（広まる）という意味の字を宛てている。
- 例（広・弘・宏・博・寛・浩・演・拓・拡など）

ふみ
文章・文書・史実などに関する意味の字を宛てている。
また、「文」には「ふみし」、「史」には「ふひと（ふみと・ふびと）」といった独自に派生形の用例を持つものも存在する。また、「冊」「札」には「ふだ」の意味を持つことからその比喩的表現としてこの人名訓が与えられた字もある。
- 例（史・郁・文・典・章など）

また、これとは別に「履」「踏」など、動詞「ふむ」を字訓に明記している字も該当する。

### ま行
まさ
- 例（正・政・雅・将・昌・勝・誠・真など）

字意に共通性はあまり見られない。「まさに」という副詞、正の部分を仮借したものなど多数。「まさる」という意味から派生したものもある。
「誠」「実」「真」「亮」はいずれも「まこと」（後述）から由来したものも存在。
まさき
上記の派生例。人名訓で正式採用されたことは無いものの、主に字義に由来したものに宛てられる。
- 例（槙・柾など）

まこと
- 例（信・真・実・忠・諒など）

主な人名訓の転用例として「まさ（し）」「こころ」がある。
まどか
- 例（円・和など）

まなぶ
- 例（学など）

まもる
- 例（守・護・衛・葵など）

みき
主に樹木を由来とするものにこの人名訓が宛てられている。
なお、単体で「みゆき」の人名訓を持つ「幸」が省略・字源等の理由でこの人名訓が与えられた経歴がある。
- 例（樹・幹など）

みち
主に道路・進路・進行・導き（※引率・牽引など含む）など、幅広く道に関係・連想する字に多く宛てている。
- 例（道・進・通・路・導など）

後述の「みちる（みつる）」（主に字訓に採用されている字について該当）からの派生あり。また、「みちし」（字訓・字義の「みちびく」から）「みつ」へ派生（あるいは仮借・転用）したものもある。
みつ
- 例（光・満・貢・三・弘・師・弥など）

みつる（みちる）
- 例（充・満・光など）

みのり・みのる
- 例（稔・実・穣・年・季・秋・穂など）

上記の「みつる（みちる）」に人名訓として転用する場合あり。
みゆき
- 例（幸・之など）

公式で人名訓として選定されているのは「幸」の1字のみ。
なお、非公式の扱いにとどまっている「之」の「みゆき」は本来の代表的人名訓「ゆき」（人名訓兼字訓の「いたる」「およぶ」）から派生したものとみられる。
むら
- 例（村・叢・群・邑など）

むつ
- 例（六・睦・陸）

「むつぶ」「むつまじい」の字訓を持つ「睦」、及び字形の類似する俗用的代用字「陸」には「むつぶ（むつむ）」「むつみ」の人名訓からの仮借・転用であるとしている。
もち
- 例（持・用・望など）

「もちう」「たもつ」の人名訓を持つものもある（そこから仮借・転用したものが主）。
なお、「望」の「もち」は人名訓「のぞむ」から、「待」の「もち」は2字熟語「待望」（現代文法での読み下しは「待ち望む」）からそれぞれ仮借・転用したものとする。
もと
- 例（元・基・許・本・幹など）

人名訓「はじめ」「もとき」からの仮借・転用例あり。また「基」「統」の様に字訓の「もとい」をそのまま人名訓として使用するものもある。
ちなみに、「心」の字訓「こころ」は身体の中心（中枢）に存在するとされてきたため、派生の人名訓として「もと」「さね」「かなめ」がこの字に与えられている。
もり
- 例（森・守・杜・護・盛・衛など）

森林・護衛・守備の意味で宛てられているものが殆どである。
もろ
副詞「もろもろの」から由来したものに宛てられる。
また、比喩的表現として「かず」等に、あるいは「もと」「もり」といった類似の人名訓へ仮借・転用したものも多く存在する。
- 例（諸・師など）

### や行
やす
- 例（安・泰・靖・康・休・恭・叉（又）など）

主に単独人名訓「やすし」「やすむ（やすみ）」のいずれかから由来したものを宛てている。
なお、「叉」については主に日本で使われる漁業用具・さすまたの別名に由来。
ゆき
- 例（行・之・晋・征・雪・幸・志など）

仮借・転用により「ゆく」の人名訓が宛てられたものもある。
よし
- 例（良・義・慶・佳・善・由・吉・好・祥・淑・宜・凱・喜・芳・美・嘉・味など）

優れているという意味（良、佳、美、淑、芳など）、めでたいという意味（吉、祥、慶、嘉など）の共通点を持つ字が多い。その他謂れ（由）、正しい（善、宜など）がある。字義・字訓によっては「よしみ」「みよし」「よろし」「たのし」等とそのまま用いるものもある。
より
- 例（導・従・遵・順・由・因・頼・便など）

主に「したがう」「みちびく」「たよる」「たのむ」から由来したものを宛てている。

### わ行
わか・わかし
- 例（若など）

わかつ
- 例（分・別など）

わたる（わたり・わたし）
- 例（渡・亘・渉・航・移など）

本来の字義によっては「のぶ」「ゆき」のいずれかに転用・派生例が分かれる場合あり。